# São Martinho do Bispo
São Martinho do Bispo ist eine portugiesische Ortschaft und ehemalige Gemeinde.

## Verwaltung
Die ehemalige Gemeinde (Freguesia) gehört zum Kreis (Concelho) von Coimbra. Die Gemeinde hatte eine Gesamtfläche von 18,7 km² und 13.999 Einwohner (Stand 30. Juni 2011).
Im Zuge der administrativen Neuordnung in Portugal zum 29. September 2013 wurde São Martinho do Bispo mit der Gemeinde Ribeira de Frades zur neuen Gemeinde União das Freguesias de São Martinho do Bispo e Ribeira de Frades zusammengeschlossen. Hauptsitz der neuen Gemeinde wurde São Martinho do Bispo.